# استلویو رزی
استلویو رُزی (ایتالیایی: Stelvio Rosi؛ ‏ ۱ اوت ۱۹۳۸ – ۱۹ دسامبر ۲۰۱۸) بازیگر اهل ایتالیا بود.
از فیلم‌ها یا برنامه‌های تلویزیونی که وی در آن نقش داشته‌است می‌توان به بکش کنار! الدورادو به ترینیتی می‌آید، سربازان و سرجوخه‌ها، یوزپلنگ، بله، مادام و کمک بهیار اشاره کرد.